# Kleine Moosjungfer
Die Kleine Moosjungfer (Leucorrhinia dubia) ist eine Libelle und gehört zu den Segellibellen (Libellulidae) und wird in die Gattung der Moosjungfern (Leucorrhinia) eingeordnet. 2014 wurde sie vom BUND und der GdO zur "Libelle des Jahres" gekürt.

## Merkmale

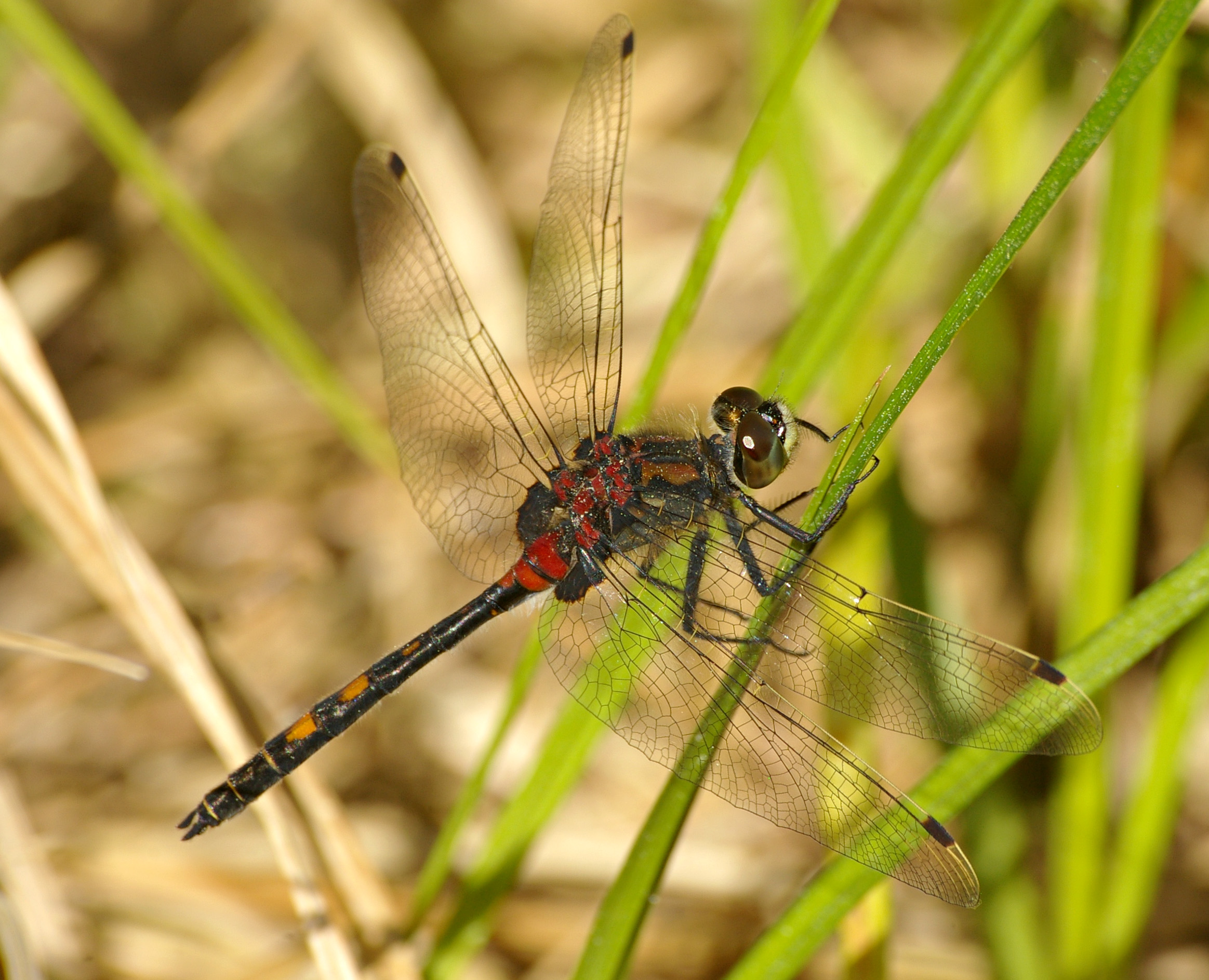
Jüngeres, sich gerade ausfärbendes Männchen

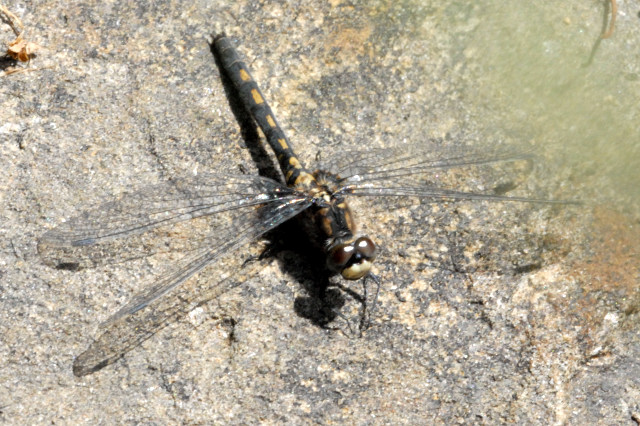
Älteres Weibchen

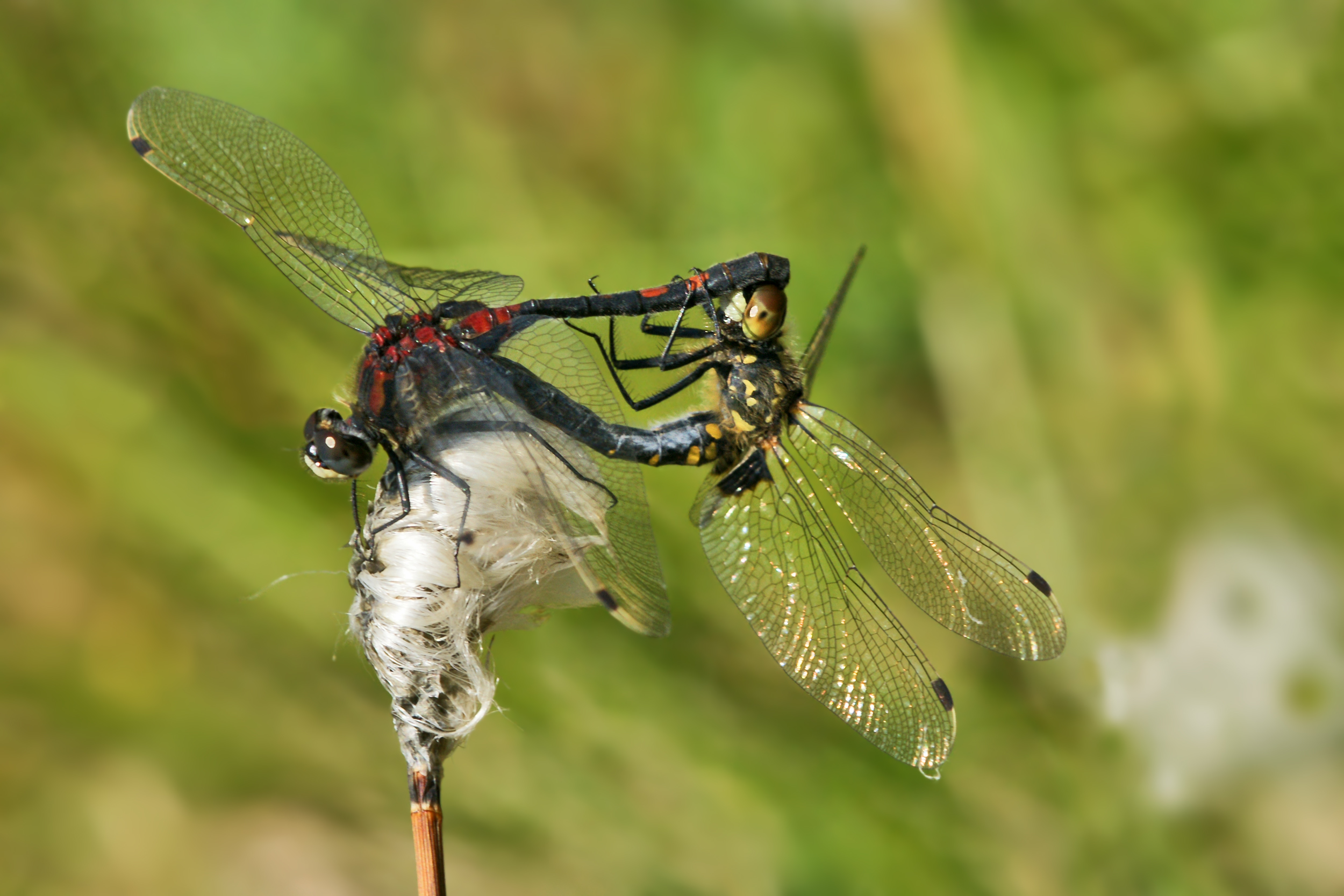
Paarungsrad auf Scheiden-Wollgras

Die Kleine Moosjungfer erreicht eine Flügelspannweite von fünf bis sechs Zentimetern bei einer Körpergröße von drei bis vier Zentimetern. Die Tiere weisen farbige Dorsalflecken auf schwarzem Untergrund auf, die bei dieser Art relativ klein sind und kaum über die Hälfte des jeweiligen Segmentes hinausreichen. Reife Männchen sind blutrot und schwarz gefärbt. Die vorderen der roten Flecken am Hinterleib verdüstern sich bei älteren Exemplaren allmählich. Bei den Weibchen sind die Dorsalflecken normalerweise alle weiß-gelb gefärbt – es gibt unter ihnen aber auch eine sogenannte homoeochrome oder androchrome, also männchenähnliche Färbungsvariante. Die hellen Partien sind dann, abgesehen vom letzten Hinterleibsfleck am 7. Abdominalsegment, rötlich gezeichnet.
Die Flügelmale sind schwarz. Das Analfeld der hinteren Flügel ist gerundet und das Discoidalfeld im Vorderflügel zum Flügelrand hin ist stark erweitert. Am Ansatz der Flügel zeigt sich ein schwarzer Schatten, der bei den Vorderflügeln auch fehlen kann.
Ähnliche Arten sind die Große Moosjungfer (Leucorrhinia pectoralis) und insbesondere die Nordische Moosjungfer (Leucorrhinia rubicunda), die auch oft syntop mit L. dubia auftritt.

## Lebensraum und Lebensweise
Man findet diese Art in Hochmooren und an Verlandungszonen von Moorseen.
Die Männchen fliegen in Ufernähe und setzen sich gerne nahe am Boden auf Pflanzen, Steine oder Holz. Flugzeit ist von Mai bis August.
Die Paarung startet am Wasser und endet in der Vegetation. Das Weibchen legt seine Eier mit wippenden Bewegungen an schwimmenden Torfmoosen ab. Dies geschieht unter der Bewachung des Männchens. Die ersten Larven schlüpfen nach drei Wochen. Sie leben vorerst zwischen den Moospflänzchen. Sie wachsen sehr langsam und benötigen zwei bis drei Jahre für ihre Entwicklung. Dies ist auch der Fall, weil die Moorgewässer sehr sauer und sauerstoffarm sind und relativ wenige Nahrungstiere darin vorkommen.

## Gefährdung
Durch Trockenlegung und Zerstörung von Moorbiotopen, in den letzten Jahren auch durch zunehmende Trockenheit infolge des Klimawandels, verliert diese Libelle wie viele andere Moorarten ihren Lebensraum. In der Roten Liste etwa von Deutschland wird die Art derzeit als „gefährdet“ eingestuft.